# Ursula Martinez
Ursula Martinez (cunoscută și sub pseudonimul Ursula Lea) (n. 1966)  este o scriitoare, actriță și dansatoare de cabaret britanică, renumită pentru folosirea nudității în spectacolele sale. Ultimul său spectacol "My Stories, Your Emails" ("Povestirile mele, emailurile tale") se bazează pe notorietatea dobândită de ea ca urmare a popularizării pe Internet a secvențelor video din spectacolul de magie "Hanky Panky" în care făcea strip-tease pe scenă. Hanky Panky  este un spectacol obișnuit de magie în care este folosită o batistă ce dispare mereu, în timp ce fiecare piesă de îmbrăcăminte în care s-ar putea ascunde batista este aruncată; scena se repetă până când actrița rămâne în pielea goală, batista dispare iarăși și este scoasă din vagin. Reprezentația Hanky Panky a Ursulei a avut loc și în spectacolul de cabaret La Clique.